# Bout de Zan et le Crime du téléphone
Pour plus de détails, voir Fiche technique et Distribution.
Bout de Zan et le Crime du téléphone est un film muet français réalisé par Louis Feuillade en 1913 et sorti en 1914.

## Fiche technique
- Réalisation et scénario : Louis Feuillade
- Société de production : Société des établissements L. Gaumont
- Format : Muet - Noir et blanc - 35 mm - 1,33:1
- Genre : Comédie
- Métrage : 150 m
- Date de sortie : 
  - France : 16 janvier 1914

## Distribution
- Renée Carl
- René Poyen : Bout de Zan